# Ufficio del Consiglio nazionale (Svizzera)
L'Ufficio del Consiglio nazionale (in tedesco Büro des Nationalrates, in francese Bureau du Conseil national, in romancio Biro dal Cussegl naziunal) è un organo che si occupa della procedura, dell'organizzazione e dell'amministrazione del Consiglio nazionale. È composto da un presidente, da due vicepresidenti, da quattro scrutatori e dai presidenti dei gruppi parlamentari.

## Funzione
L'ufficio del Consiglio nazionale ha i seguenti compiti:
- Pianificare le attività della camera e stabilire il programma delle sessioni.
- Determinare i settori di attività delle commissioni permanenti e istituire commissioni speciali.
- Assegnare alle commissioni gli oggetti in deliberazione.
- Coordinare le attività delle commissioni.
- Stabilire il piano annuale delle sedute delle commissioni.
- Determinare il numero dei membri delle commissioni.
- Eleggere, su proposta dei gruppi parlamentari, i presidenti e i membri delle commissioni.
- Accertare il risultato di elezioni e votazioni.
- Esaminare se vi siano o se siano sorte incompatibilità.
- Trattare le altre questioni concernenti l’organizzazione e la procedura della camera.